# アルブラ線
アルブラ線（アルブラせん、ドイツ語: Albulalinie、Albula Line)　は、スイス、グラウビュンデン州を中心に384kmの路線を保有するレーティッシュ鉄道の区間の一部。ヒンターライン地方のトゥージスと、エンガディン地方のサンモリッツを結ぶ区間を指す。
アルブラ線の着工は1898年。数々の石橋やトンネル、カーブをつくりあげることによりアルプスの難所を克服、1904年にサンモリッツまで開通した。高さ65ｍのラントヴァッサー橋をはじめ、ベルギューンからプレダ間の約400ｍの高度差を調整する5つのループトンネル、アルブラ峠を抜ける長さ5866ｍのアルブラトンネルなど、数多くの観光的見所がある。スイスを代表する人気の絶景列車のグレッシャー・エクスプレス（氷河特急）とベルニナ・エクスプレスもこの路線を走る。
アルプス山脈の自然景観を壊すことなく切り開いた鉄道技術、そしてその鉄道と共存しつつ残された沿線の美しい景観は、ベルニナ線とともに「レーティッシュ鉄道アルブラ線・ベルニナ線と周辺の景観」として、2008年に世界遺産に登録された。